# Leptocentrus coronulus
Leptocentrus coronulus är en insektsart som beskrevs av Boulard 1979. Leptocentrus coronulus ingår i släktet Leptocentrus och familjen hornstritar. Inga underarter finns listade i Catalogue of Life.